# Pouteria simulans
Pouteria simulans là một loài thực vật có hoa trong họ Hồng xiêm. Loài này được Monach. miêu tả khoa học đầu tiên năm 1953.